# Alberto Razzetti
Alberto Razzetti (Lavagna, 2 giugno 1999) è un nuotatore italiano del Gruppi Sportivi Fiamme Gialle, specializzato nello stile delfino e nei misti.
È detentore del record italiano in vasca lunga nei 200 metri misti (con il tempo di 1'56"21) e nei 400 metri misti (4'09"29), fatti entrambi segnare durante i campionati italiani invernali del 2023; nei 200 metri misti è anche primatista italiano della categoria cadetti. Nel 2021 ha vinto la medaglia d'argento nei 400 metri misti e la medaglia di bronzo nei 200 metri misti ai campionati europei disputati a Budapest.
Ai campionati europei di nuoto 2022 svoltisi a Roma nel complesso natatorio del Foro Italico ha vinto la medaglia d'oro nei 400 misti.

## Biografia
Originario di Sestri Levante, dove vive nel quartiere di Pila sul Gromolo, inizia ad allenarsi a Lavagna, sotto la guida di Marco Ardito. In questi anni arrivano le prime medaglie nazionali a livello giovanile, con conseguenti convocazioni nelle nazionali juniores. Nel 2015 partecipa al XIII Festival olimpico estivo della gioventù europea di Baku, dove conquista l'oro con la staffetta 4x100 misti, in cui nuota la frazione a stile libero.
Nell'autunno 2015 passa al Genova
Nuoto, dove viene allenato da Davide Ambrosi. In questo periodo arrivano le prime partecipazioni ai campionati assoluti: nel 2018 ottiene la prima medaglia e nel 2019 il primo oro, in entrambi i casi nei 200 metri misti. Nel dicembre 2019 partecipa ai campionati europei in vasca corta di Glasgow, piazzandosi sesto nei 200 metri farfalla.
Dal luglio 2020 comincia ad allenarsi con Stefano Franceschi a Livorno. In occasione del Trofeo Settecolli dello stesso anno consegue il nuovo primato italiano assoluto nei 200 metri misti con il tempo di 1'58"09.
Il 3 aprile 2021 migliora ulteriormente il suo primato in occasione dei campionati assoluti, abbassandolo a 1'57"13 e qualificandosi per i Giochi olimpici estivi di Tokyo 2020.
Agli europei di Budapest, disputati alla Duna Aréna nel maggio 2021, ha conquistato la medaglia di bronzo nei 200 metri misti, preceduto sul podio dallo spagnolo Hugo González de Oliveira e dallo svizzero Jérémy Desplanches. Nella distanza doppia si è invece aggiudicato la medaglia d'argento, battuto solamente dal russo Ilya Borodin.
Ha rappresentato l'Italia all'Olimpiade di Tokyo 2020, dove ha ottenuto l'ottavo posto nei 400 m misti e il nono nei 200 m misti.
Nella prima giornata dei mondiali in vasca corta di Abu Dhabi 2021 ha conquistato, nell'arco di circa un'ora, prima l'oro nei 200 m farfalla e poi il bronzo nei 200 m misti.
Nel 2022 vince tre medaglie (un oro nei 400 metri misti, un argento nei 200 metri misti ed un bronzo nei 200 metri farfalla) agli europei casalinghi di Roma, mentre ai mondiali in vasca corta di Melbourne ha vinto il bronzo nella staffetta 4x200 metri stile libero (insieme a Matteo Ciampi, Thomas Ceccon, Paolo Conte Bonin e Manuel Frigo) e nella 4x100 metri misti. 
Nel corso dell'anno successivo invece sigla i nuovi record italiani nei 200 e nei 400 metri misti agli assoluti invernali, mentre agli europei in corta di Otopeni trova l'oro nei 400 metri misti (firmando peraltro il nuovo record della competizione in 3'57"01), e due argenti (nei 200 metri farfalla e nei 200 metri misti).
Nel 2024 partecipa ai mondiali di Doha, dove conquista la medaglia d'argento nei 200 metri farfalla alle spalle del giapponese Tomoru Honda (diventando il primo italiano a salire sul podio iridato in tale specialità) e la medaglia di bronzo nei 200 metri misti. Alle Olimpiadi di Parigi chiude in sesta posizione i 200 metri misti, in quinta i 400 metri misti ed in ottava i 200 metri farfalla. Ai mondiali in corta di Budapest vince l'argento nei 200 metri misti (in 1'50"88, nuovo record italiano) e nei 200 metri farfalla (in 1'48"64, nuovo record europeo), oltre a due bronzi nei 400 metri misti e nella staffetta 4x200 metri stile libero.

## Palmarès
- Mondiali

Doha 2024: argento nei 200m farfalla, bronzo nei 200m misti.
- Mondiali in vasca corta:

Abu Dhabi 2021: oro nei 200m farfalla e nella 4x100m misti, bronzo nei 200m misti.
Melbourne 2022: bronzo nella 4x200m sl e nella 4x100m misti.
Budapest 2024: argento nei 200m misti e nei 200m farfalla, bronzo nei 400m misti nella 4x200 m sl.
- Europei

Budapest 2020: argento nei 400m misti e bronzo nei 200m misti.
Roma 2022: oro nei 400m misti, argento nei 200m misti, bronzo nei 200m farfalla.
- Europei in vasca corta:

Kazan 2021: oro nei 200m farfalla, argento nei 400m misti, bronzo nei 200m misti.
Otopeni 2023: oro nei 400m misti, argento nei 200m farfalla e nei 200m misti.
- Mondiali giovanili

Indianapolis 2017: bronzo nella 4x100m misti.
- Festival olimpico della gioventù europea

Tbilisi 2015: oro nella 4x100m misti.
- Europei giovanili

Netanya 2017: oro nella 4x100m misti mista.

### Campionati italiani
18 titoli individuali e 1 in staffetta, così ripartiti:
- 2 nei 100 m farfalla
- 3 nei 200 m farfalla
- 10 nei 200 m misti
- 3 nei 400 m misti
- 1 nella 4x200 m stile libero

| Anno | Edizione    | stile libero 200 m | farfalla 100 m | farfalla 200 m | misti 100 m | misti 200 m | misti 400 m | misti 4x100 m | stile libero 4x100 m | stile libero 4x200 m |
| ---- | ----------- | ------------------ | -------------- | -------------- | ----------- | ----------- | ----------- | ------------- | -------------------- | -------------------- |
| 2018 | Primaverili | -                  | -              | -              | 3           | -           | -           | -             | -                    | -                    |
| 2018 | Invernali   | -                  | -              | -              | -           | 3           | 2           | -             | -                    | -                    |
| 2019 | Primaverili | -                  | -              | 2              | -           | 1           | -           | -             | -                    | -                    |
| 2019 | Invernali   | -                  | -              | -              | -           | 1           | -           | -             | -                    | -                    |
| 2020 | Estivi      | -                  | -              | -              | -           | 1           | -           | -             | -                    | -                    |
| 2020 | Invernali   | -                  | -              | 1              | -           | -           | -           | -             | -                    | -                    |
| 2021 | Primaverili | -                  | -              | 2              | -           | 1           | -           | -             | -                    | -                    |
| 2021 | Invernali   | -                  | 3              | -              | 2           | 1           | -           | -             | -                    | -                    |
| 2022 | Primaverili | -                  | -              | 2              | -           | 1           | 1           | 2             | -                    | -                    |
| 2022 | Estivi      | -                  | -              | -              | -           | 3           | -           | -             | -                    | -                    |
| 2022 | Invernali   | -                  | 1              | -              | -           | 1           | -           | -             | -                    | -                    |
| 2023 | Primaverili | -                  | -              | 1              | -           | 1           | 1           | 2             | -                    | -                    |
| 2023 | Invernali   | -                  | 3              | -              | -           | 1           | 1           | -             | -                    | -                    |
| 2024 | Primaverili | -                  | 1              | -              | -           | -           | -           | 3             | 3                    | -                    |
| 2024 | Invernali   | 2                  | 3              | -              | -           | -           | -           | -             | -                    | -                    |
| 2025 | Primaverili | -                  | 2              | 1              | -           | 1           | -           | 3             | 2                    | 1                    |